# Тютчев Федір Іванович

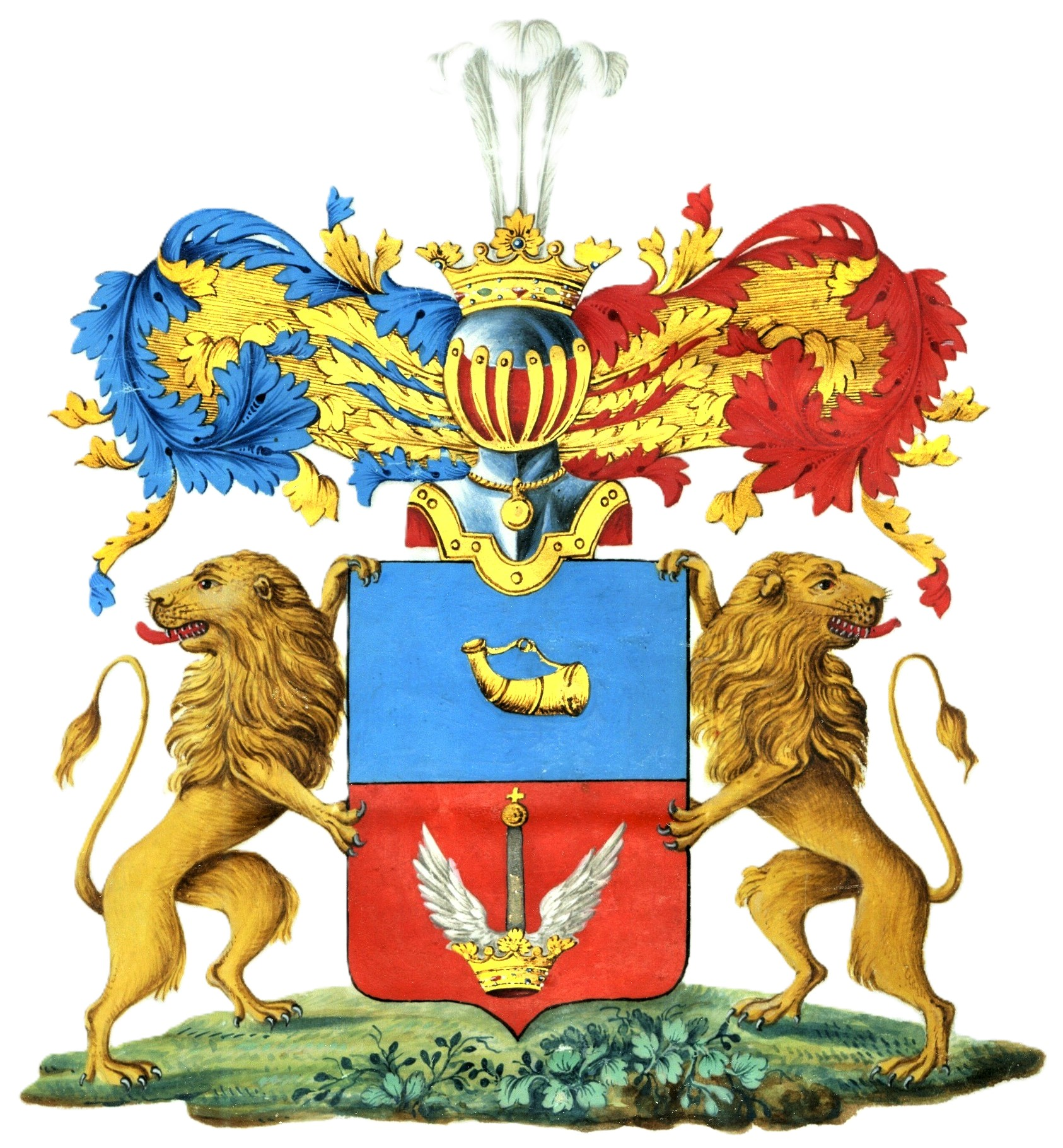
Герб родини Тютчева

Фе́дір Іва́нович Тю́тчев  (23 листопада (5 грудня) 1803, село Овстуг, нині Жуковського району Брянської області Росії — 15 (27) липня 1873, Царське Село, тепер місто Пушкін Ленінградської області Росії) — російський дипломат, пропагандист, публіцист і поет.

## Життєпис
Федір Тютчев народився у садибі Овстуг Брянського повіту Орловської губернії у давній дворянській родині. Його дитинство минуло в садибі Овстузі, у Москві та підмосковному маєтку Троїцьке. У сім'ї панував патріархальний поміщицький побут. Тютчев, рано виявивши нахили до навчання, здобув добру домашню освіту. Його вихователем був поет і перекладач С. Раїч (1792—1855), який познайомив Тютчева з творами античності та класичної італійської літератури. У 12 років майбутній поет під керівництвом свого вчителя перекладав Горація і писав, наслідуючи його, оди. За оду «На новий 1816 рік» у 1818 р. був удостоєний звання співробітника Товариства любителів російської словесності. У «Працях» Товариства у 1819 р. був уперше опублікований його твір — вільний переспів «Послання» Горація до Мецената.
У 1819 р. Тютчев вступив на відділ словесності Московського університету. За роки навчання зблизився з М. Погодіним, В. Одоєвським. У той час почали формуватися його слов'янофільські нахили. Будучи студентом, Тютчев писав і вірші. 1821 р. закінчив університет і отримав місце в Колегії іноземних справ у Петербурзі. У 1822 р. його призначили позаштатним чиновником російської дипломатичної місії у Мюнхені.
У Мюнхені Тютчев як дипломат, аристократ і літератор опинився у центрі культурного життя одного з найбільших міст Європи. Вивчав романтичну поезію і німецьку філософію, зблизився з Ф. Шеллінґом, подружився з Г. Гейне. Переклав російською мовою вірші Гейне (перший із російських поетів), Й. К. Ф. Шиллера, Й. В. Ґете та інших німецьких поетів. Власні вірші Тютчев публікував у російському журналі «Галатея» і альманасі «Північна ліра» («Северная лира»).
У 1830—1840 pp. були створені шедеври філософської лірики Тютчева «Silentium!» (1830), «He те, що мислите, природа…» («Не то, что мните вы, природа…», 1836), «Про що так віє вітровій?..» («О чем ты воешь, ветр ночной?..», 1836) та ін. У віршах про природу була очевидною головна особливість тютчевської творчості на цю тему: єдність зображення природи і думки про неї, філософсько-символічний зміст пейзажу, олюдненість, одухотвореність природи: Не те, що мислите, природа: Не зліпок, не бездушна твар —В ній є душа, в ній є свобода, В ній мова є й любові жар…(«Не те, що мислите, природа», тут і далі пер. Р. Ладики)У 1836 р. у пушкінському журналі «Современник» за рекомендацією Т. Вяземського і В. Жуковського була опублікована збірка з 24 віршів «Вірші, надіслані з Німеччини» («Стихи, присланные из Германии»), підписана «Ф. Т.». Ця публікація стала етапною у його літературній долі, принесла йому визнання. На загибель О. Пушкіна Т. відгукнувся пророчими рядками: «Тебе, немов кохання перше, // Росії серце не забуде» («29-е січня 1837»).
У 1826 р. Тютчев одружився з Елеонорою Петерсон, потім захопився Амалією Лерхенфельд (їй він присвятив кілька віршів, серед яких — відомий романс «Я вас зустрів — і все минуле…» («Я встретил вас — и все былое…», 1870). Роман з Ернестіною Денберг виявився настільки скандальним, що Тютчева перевели із Мюнхена у Турин. Тютчев важко пережив смерть дружини (1838), проте незабаром одружився з Денберг, самовільно виїхавши для вінчання у Швейцарію. При цьому, тікаючи з Турина, Тютчев загубив секретні шифри. За це його звільнили з дипломатичної служби і позбавили звання камергера.
Прагнучи повернутися на службу, він звернувся по допомогу до своєї колишньої коханої Амалії (що на той час вже мала прізвище Крюденер), яка звела його з шефом жандармів і начальником III відділу імператорської канцелярії Олександром Бенкендорфом. Щоб запевнити Бенкендорфа у своєму незмінному патріотизмі, Тютчев запропонував йому план організації російської пропаганди в Європі. План швидко перетворився на меморандум на ім'я імператора.
Микола I пропозиції Тютчева підтримав і навіть заплатив йому 6 тисяч рублів. Однак узгодження затягнулися. З 1843 р., Тютчев почав розміщувати в європейських газетах статті панславістського спрямування, підготовлені ним особисто — серед яких були «Росія і Німеччина», «Росія і Революція» та «Папство і римське питання» тощо, Одначасно Тютчев працював над книгою «Росія і Захід». Метою Росії він вважав утвердження в кордонах «від Нілу до Неви, від Ельби до Китаю».
Упродовж кількох років Федір Тютчев залишався у Німеччині, а в 1844 р. повернувся у Росію.
Політичні погляди Тютчева були прихильно зустрінуті імператором Миколою І. Автору повернули звання камергера, у 1848 р. він отримав посаду у міністерстві іноземних справ у Петербурзі, у 1858 р. його призначили головою Комітету іноземної цензури. У Петербурзі Тютчев одразу ж став помітною постаттю суспільного життя. Сучасники відзначали його блискучий розум, почуття гумору, талант співрозмовника. Його епіграми, жарти й афоризми були надзвичайно популярними. У 1850 р. у «Современнику» була опублікована стаття М. Некрасова, в якій він зарахував вірші Тютчева до найяскравіших явищ у російській поезії та поставив Тютчева в один ряд з О. Пушкіним і М. Лермонтовим. У 1854 р. у додатку до «Современника» були опубліковані 92 вірші Тютчева, а потім видана його перша поетична збірка (1854) під редакцією І. Тургенєва. Л. Толстой називав Тютчева «одним із тих нещасних людей, які значно вищі за натовп, у якому живуть, і тому завжди самотні».
Поезія Тютчева означувалася дослідниками як філософська лірика, в якій, за висловом Тургенєва, думка «ніколи не постає перед читачем оголеною і відстороненою, але завжди зливається з образом, взятим зі світу душі чи природи, про-сякається ним, і проникає у нього нероздільно і нерозривно». Повною мірою ця особливість його лірики виявилася у віршах «Видиво» («Видение», 1829), «День і ніч» («День и ночь», 1839) та ін.
Слов'янофільські погляди Тютчева продовжували зміцнюватися, хоча після поразки Росії у Кримській війні він почав бачити завдання слов'янофільства не в політичному, а в духовному єднанні. Суть свого розуміння Росії поет висловив у вірші «Умом Росії не збагнуть…» («Умом Россию не понять…», 1866): Умом Росії не збагнуть, Аршином спільним не обмірять: У неї особлива суть —В Росію можна тільки вірить. Та поміж тим його погляди, його спосіб життя були європейськими: він був світською людиною, не любив сільського життя, не надавав великої ваги православним обрядам.
Як і все своє життя, у зрілі роки Тютчев був пристрасною людиною. У 1850 р., уже одружений, батько сімейства, він закохався у 24-річну О. Денісьєву, котра була майже ровесницею його доньок. Публічний зв'язок між ними, упродовж якого Тютчев не залишав сім'ю, тривав 14 років, у них народилося троє дітей. Суспільство сприйняло це як скандал, від Денисьєвої відрікся батько, її викреслили зі світського життя. Усе це спричинило у неї важкий нервовий розлад, а у 1864 р. вона померла від туберкульозу. Вражений смертю коханої жінки, Тютчев створив «денисьєвський цикл» — вершину інтимної лірики. До нього ввійшли вірші «О, як же ми убивчо любим…» («О, как убийственно мы любим…», 1851), «Я очі знав, — о, що за очі!..» («Я очи знал, — о, эти очи!..», 1852), «Остання любов» («Последняя любовь», 1851—1854), «Напередодні річниці 4 серпня 1865 р.»(«Накануне годовщины 4 августа 1865 г.», 1865). Кохання, оспіване у цих віршах як найвище, дане людині Богом, як «і блаженство, і безнадія», стало для поета символом людського життя загалом — страждань і захоплення, надії і відчаю, минущості того єдиного, що доступне людині, — земного щастя. У «денисьєвському циклі» любов постає як «фатальний поєдинок» двох сердець: О, як на схилі наших днівМи любим ніжно і марновірно…Прощальні світить хай вогніЛюбов остання, зоря вечірня! Тінь охопила небокрай, Лиш десь на заході видно сіяння, —Вечірній дню, зажди, не поспішай, Тривай, тривай, зачарування. Нехай міліє в жилах кров, Та ніжність в серці не міліє…Моя остання ти любов! Моє блаженство й безнадія («Остання любов»). Після смерті Денисьєвої, в якій він звинувачував себе, Тютчев поїхав до сім'ї за кордон. Рік провів у Женеві та Ніцці, але, повернувшись у Росію (1865), йому довелося пережити смерть двох дітей від Денисьєвої, потім — матері.
За цими трагедіями були й інші — смерть ще одного сина, єдиного брата, доньки. Жах перед невмолимою смертю звучить у вірші «Мій брате, мій супутник у житті…» («Брат, столько лет сопутствовавший мне…», 1870), у рядках якого поет передчуває свою «фатальну чергу».
Помер Федір Тютчев у Царському Селі 15 липня 1873 р.

## Творчість
Ранні вірші створював у руслі поетичної традиції XVIII століття. У 1830-х роках у його віршах сильними є традиції європейського (особливо німецького) романтизму. Це філософська (медитативна) лірика, основні теми якої: міркування про світобудову, людську долю, природу. У 40-ві роки написав кілька політичних статей, присвячених проблемі взаємин Росії та Західної цивілізації. У 1850-х роках Тютчев створив низку пронизливих любовних віршів, у яких кохання осмислюється як трагедія. Ці вірші пізніше об'єднані в так званий «денисьєвский цикл», присвячений коханій жінці поета Олені Денисьєвій. У 1860-1870-і роки у творчості Тютчева переважали політичні вірші.
Один із найвідоміших віршів: «Silentium!» — гіркий заклик до мовчання, жаль про те, що одна людина ніколи не зможе до кінця зрозуміти іншу. Рядок «Думка висловлена є неправда» (в оригіналі — «Мысль изреченная есть ложь») — один із часто цитованих афоризмів Тютчева, поряд із «Розумом Росію не зрозуміти» і «Нам не дано вгадати, як слово наше відгукнеться».
Першим науковим виданням поетичної, публіцистичної та епістолярної спадщини Тютчева став шеститомник «Повне зібрання творів і листи» (рос. «Полное собрание сочинений и письма»), виданий до 200-річчя з дня народження поета в 2002—2004 роках у Москві. До першого тому увійшли вірші 1813—1849 років, до другого — вірші 1850—1873 років, до третього — публіцистичні твори. Останні три томи відведено листам: відповідно 1820—1849, 1850—1859 та 1860—1873 років.
Українською мовою вірші Тютчева перекладали Павло Грабовський, Максим Рильський та ін.

## Тютчев і Пушкін
У 1920-х роках Ю. Н. Тинянов висунув теорію про те, що Тютчев і Пушкін належать до настільки різних напрямків російської літератури, що ця різниця виключає навіть визнання одного поета іншим. Пізніше така версія була оскаржена, і обгрунтовано (у тому числі документально), що Пушкін цілком усвідомлено помістив вірші Тютчева в «Современнике», наполягав перед цензурою на заміні виключених строф вірша «Не те, що мислете ви, природа …» рядами крапок, вважаючи неправильним ніяк не позначати відкинуті рядки, і в цілому ставився до творчості Тютчева дуже співчутливо.
Проте, поетична образність Тютчева і Пушкіна справді має серйозні відмінності. Н. В. Корольова формулює різницю так: "Пушкін малює людину, що живе кипучим, реальним, часом навіть буденним життям, Тютчев — людину поза буднів, іноді навіть поза реальністю, вбирає в себе красу природи і вклоняється перед нею, сумує перед «глухими часу стогонами» ".
Тютчев присвятив Пушкіну два вірші: «До оди Пушкіна на Вільність» і «29 січня 1837 року», останнє з яких кардинально відрізняється від творів інших поетів на смерть Пушкіна відсутністю прямих пушкінських ремінісценцій і архаїзованою мовою в своїй стилістиці.

## Вшанування
На честь Тютчева названо астероїд головного поясу, відкритий 3 жовтня 1981 року.
1982 року в Москві у видавництві «Советский писатель» побачив світ роман Юрія Когінова «Віща душа», присвячений Тютчеву. Цей роман, суттєво допрацьований, перевидано 1998 року в серії «Російські письменники в романах» під назвою «Пристрасть таємна».
У 2003 році був знятий фільм Кохання і правда Федора Тютчева — фільм Наталії Бондарчук. Знятий за мотивами книги Вадима Кожинова «Пророк у своїй вітчизні Федір Тютчев» із використанням робіт Світлани Долгополової та Катерини Полтанової.